# جون باتشيلور (كاتب)
جون باتشيلور (بالإنجليزية: John Batchelor)‏ هو كاتب خيال علمي وكاتب ومؤلف أمريكي، ولد في 1948 في برين مار ‏ في الولايات المتحدة.

## وصلات خارجية
- جون باتشيلور على موقع إن إن دي بي (الإنجليزية)